# Municipalità di Grant
La municipalità di Grant è una Local Government Area che si trova in Australia Meridionale. Essa si estende su una superficie di 1.904 chilometri quadrati e ha una popolazione di 8.652 abitanti. La sede del consiglio si trova a Grant.